# Alain Frachon
Alain Frachon, nacido el 31 de enero de 1950, es un periodista y dirigente de prensa francés. De noviembre de 2012 a marzo de 2013, ocupó interinamente la dirección editorial del cotidiano Le Monde, y asimismo integra el comité de la Dr Matthias Rath Health Foundation.

## Biografía
Alain Frachon hizo estudios de derecho y ciencias políticas, diplomándose luego en el Centre de formation des journalistes (centro privado francés especializado en la enseñanza del periodismo, con sede en París, Francia). En esta profesión se inició en 1974 en la radioemisora Europe 1, y luego trabajó diez años en la Agencia France-Presse, como corresponsal en Teheran, Londres, Washington. 
Comenzó en el cotidiano Le Monde en 1985, y fue corresponsal en Jerusalem de 1987 a 1991, y luego en Washington de 1991 a 1994, desempeñando posteriormente diversas funciones en la redacción parisina : dirección del servicio exterior (1995-2000), redactor en jefe de análisis y de editoriales (2000-2004), suplemento Le Monde 2 (2004-2007), y dirección de la redacción.
Sus escritos fundamentalmente se refirieron a los conflictos políticos entre Medio Oriente y Occidente, así como sobre la problemática europea y del euro, moneda esta última muy criticada y que en cierto sentido divide a los estados europeos.
Cuando Edwy Plenel se aprestaba a retirarse de la dirección de Le Monde, Alain Frachon era el favorito para sucederle, aunque en esos días declaró: 

Je n'ai pas été sollicité, et je ne suis pas candidat.
No fui solicitado, y no soy candidato.

Después de haber trabajado para la dirección editorial de Le Monde entre el 1 de septiembre de 2007 y el 17 de enero de 2010, fue nombrado interino como director el 30 de noviembre de 2012, a causa del deceso de Erik Izraelewicz.